# أوندين
أوندين (بالإنجليزية: Ondine)‏ هو ممثل أمريكي، ولد في 16 يونيو 1937 بكوينز في الولايات المتحدة، وتوفي بنفس المكان في 28 أبريل 1989.

## وصلات خارجية
- أوندين على موقع IMDb (الإنجليزية)
- أوندين على موقع ألو سيني (الفرنسية)
- أوندين على موقع أول موفي (الإنجليزية)
- أوندين على موقع قاعدة بيانات الفيلم (الإنجليزية)
- أوندين على موقع كينوبويسك (الروسية)